# Leo Geyr von Schweppenburg
Leo Dietrich Franz Freiherr Geyr von Schweppenburg (né le 2 mars 1886 à Potsdam, Royaume de Prusse, Empire allemand, mort le 27 janvier 1974 à Irschenhausen, Allemagne de l'Ouest) est un General der Panzertruppen (« général de troupe blindée ») allemand de la Seconde Guerre mondiale. Il est surtout connu pour sa compétence dans la guerre de blindés et pour son commandement du Groupe de Panzer Ouest durant la bataille de Normandie.

## Biographie
Freiherr Geyr est né en 1886 à Potsdam au sein d'une famille de l'aristocratie militaire prussienne (de), famille qui avait donné deux maréchaux prussiens. Il rejoint le 26e régiment de dragons (de) de la Deutsches Heer, l'armée de terre impériale allemande, en 1904. Officier de cavalerie, il participe à la Première Guerre mondiale sur différents fronts et en sort avec le grade de capitaine. De 1933 à 1937, il est attaché militaire au Royaume-Uni, en Belgique et aux Pays-Bas et réside à Londres. En mai et juin 1940, il participe à la bataille de France, puis à partir de 1941, il combat sur le front de l'Est, commandant successivement le 24e corps d'armée, le 24e corps motorisé et le 20e corps de Panzers. 
En 1943, il est envoyé en France, comme commandant adjoint du LXXXVIe Corps puis général des troupes de Panzer auprès du commandant en chef de l'Ouest. En 1944, il commande le LVIIIe Corps de réserve, puis le Groupe de Panzer Ouest. Depuis le Débarquement, il prend ses ordres non pas auprès du chef du groupe d’armées B, le général Erwin Rommel, mais directement auprès du Führer Adolf Hitler. Le 9 juin, dans l’après-midi, le général Geyr von Schweppenburg, commandant en chef des panzers du front de l’Ouest, communique à Kurt Meyer le plan de l’opération : une attaque concertée mettra en jeu, le 10 juin à 23 heures, les trois grandes divisions blindées à pied d’œuvre sur la ligne de front au nord-ouest de Caen : la 21e Panzerdivision, acculée à la défensive au nord de Caen, la division Panzer-Lehr, qui vient d’entrer en lice au sud de Bayeux, enfin, la Hitlerjugend, au centre du dispositif. Cette grande contre-offensive n’aura jamais lieu.
Le 10 juin 1944, lors de la bataille de Normandie, Geyr est blessé dans le  bombardement, par la Royal Air Force, du quartier-général du groupe Panzer Ouest, nouvellement installé à La Caine non loin de Caen alors qu'il préparait une contre-attaque blindée allemande sur les têtes de pont alliées. Il sera remplacé au centre du dispositif en tant que chef des panzers du front de l’Ouest par Heinrich Eberbach.
De 1945 à 1947, il est prisonnier de guerre. Après sa libération, il écrit ses mémoires et plusieurs autres écrits militaires et en 1950, avec d'autres anciens généraux ayant pris leurs distances pendant la guerre avec le régime nazi, comme Hans Speidel, futur général de l'OTAN et Adolf Heusinger, qui deviendra plus tard le premier inspecteur général de la Bundeswehr, il est membre du « Comité d'études pour les problèmes de sécurité allemands ».
Il meurt le 27 janvier 1974 à Irschenhausen près de Munich à 87 ans.

## Décorations
- Croix de fer (1914)
  - 2e Classe
  - 1re Classe
- Ordre du mérite militaire (Wurtemberg)
- Croix de Frédéric-Auguste
  - 2e Classe
  - 1re Classe
- Insigne des blessés (1918)
  - en noir
- Croix du mérite militaire (Autriche) 3e Classe avec décorations militaires
- Ordre du Mérite militaire (Bulgarie) 4e Classe
- Médaille de service de la Wehrmacht 4e Classe à 1re Classe
- Agrafe de la Croix de fer(1939)
  - 2e Classe
  - 1re Classe
- Insigne de combat des blindés en Argent
- Croix de chevalier de la Croix de fer
  - Croix de chevalier le 9 juillet 1941
- Médaille du Front de l'Est

## Grades
- 1917 : Rittmeister
- 1932 : Oberst
- 1935 : Generalmajor
- 1937 : Generalleutnant
- 1940 : General der Kavallerie
- 1941 : General der Panzertruppen